# 诺伯特·墨菲
诺伯特·墨菲（英語：Norbert Murphy，1956年1月29日—），加拿大男子射箭运动员。他曾代表加拿大参加2012年夏季残疾人奥林匹克运动会射箭比赛，获得男子复合弓坐姿1级铜牌。